# Childersburg
Childersburg är en stad i Talladega County i den amerikanska delstaten Alabama med en yta av 20,5 km² och en folkmängd, som uppgår till 5 175 invånare (2010).

## Kända personer från Childersburg
- Joshua B. Lee, politiker